# Ulrike Damm
Ulrike Damm (* 2. Oktober 1957 in Frankfurt am Main) ist eine deutsche Autorin und Künstlerin, die in Berlin lebt und arbeitet. In ihren interdisziplinären Arbeiten, verbindet sie Literatur, bildende Kunst und performative Elemente miteinander.
Die diplomierte Designerin studierte Visuelle Kommunikation in Mainz. Danach führte sie in Berlin 25 Jahre lang ein Designbüro und spezialisierte sich auf Markenimages und Kulturprojekte. 2008 gründete sie den Damm und Lindlar Verlag.
Seit Februar 2025 ist Damm Mitglied im Verein Berliner Künstler.

## Künstlerisches Schaffen
Seit 2010 schreibt Ulrike Damm Romane und Erzählungen und wandelt sie im Anschluss in Schriftbilder um. Ihre Texte und Installationen, die persönliche Erfahrungen und gesellschaftliche Themen aufzeigen, sind geprägt von der Auseinandersetzung mit Identität, Erinnerung und der Rolle der Sprache in der Kunst.

## Publikationen
- Die Poesie des Buchhalters. Roman. Drava, 2025, ISBN 978-3-99138-101-3.[1]
- Es will alles gut durchdacht sein … Erzählung/Künstlerbuch. edition frölich, 2024, ISBN 978-3-911192-02-6.
- Zwei Wahrheiten des Schreibens und der Fall Kulp. Künstlerbuch. edition frölich, 2024, ISBN 978-3-9824450-5-2.
- Kulp und warum er zum Fall wurde. Roman. Drava, 2021, ISBN 978-3-85435-958-6.[2][3]
- Doppelband unpublished 1 – Musik stört beim Tanzen. Roman und unpublished 2 – Ich bin nicht müde, ich bin verrückt. Erzählung. damm und lindlar verlag, 2019, ISBN 978-3-9818357-3-1.[4][5]

## Ausstellungen
- … auch wenn es Unsinn ist | Ulrike Damm – Textinstallation; Einzelausstellung, Leipzig, Literaturhaus / Haus des Buches, 4. September bis 25. Oktober 2024
- 962 Meter | Eine Textskulptur von Ulrike Damm[6][7][8], Einzelausstellung, Zionskirche Berlin, 3. Oktober bis 4. November 2022
- Guten Tag Gott | Schriftbilder von Ulrike Damm; Einzelausstellung, Zionskirche Berlin, 6. September bis 3. Oktober 2020
- Die Poesie des Buchhalters | Zeichnungen von Ulrike Damm[9][10][11] ; Einzelausstellung, Berlin, Zitadelle Spandau, November 2016 bis April 2017